# Стимуляторный психоз
Стимуля́торный психо́з, или психоти́ческое расстро́йство, вы́званное стимуля́тором — психическое расстройство с психотическими симптомами (например, галлюцинациями, параноидной идеацией, бредовыми идеями, дезорганизованным мышлением и поведением), возникающее у некоторых людей, употребляющих психостимуляторы. Чаще всего возникает у принимающих больши́е дозы (особенно при хроническом употреблении), но, в редких случаях, может возникать у пациентов, употребляющих терапевтические дозы под наблюдением врача. Риск психоза особенно велик у больных шизофренией, даже если они при этом аккуратно принимают назначенные врачом антипсихотики.

## Симптомы
Симптомы, вызванные разными стимуляторами, незначительно отличаются, но имеют общие с органическими психозами признаки, как то: галлюцинации, бред, нарушения мышления, и, в редких случаях, кататонию.
Физические симптомы при длительном злоупотреблении стимуляторами или передозировке часто сопутствуют стимуляторным психозам (но не органическим психозам). Эти дополнительные симптомы могут включать агрессию, аритмию, расширение зрачков, диарею, артериальную гипертензию, гипертермию, тошноту, учащение дыхания, беспокойство, судороги, депривацию сна, тремор, рвоту.

## Стимуляторы, вызывающие психоз

### Амфетамин
Известно, что амфетамин и его производные (амфетамины) вызывают психозы при хроническом злоупотреблении или в высоких дозах. Под словом «амфетамины» подразумевают как сам (±)-1-фенилпропан-2-амин, так и его замещённые производные. Примеры производных амфетамина: катинон, метамфетамин, меткатинон, метилфенидат.
Дексамфетамин используется в медицине в западных странах под торговым наименованием «декседрин», а «аддералл» — это смесь солей амфетамина (амфетамина аспартата моногидрата, амфетамина сульфата, декстроамфетамина сульфата и декстроамфетамина сахарата). В медицине также используются лиздексамфетамин. Все перечисленные препараты могут вызывать стимуляторный психоз при злоупотреблении.
Симптомы амфетаминового психоза включают слуховые и зрительные галлюцинации, бред преследования и бред отношения одновременно с ясным сознанием и крайней ажитацией, иногда могут присутствовать отдельные признаки синдрома Кандинского — Клерамбо. При этом человек испытывает напряжённость и тревогу. Галлюцинации, как правило, истинные, но могут наблюдаться и псевдогаллюцинации.
Иногда встречается микрогаллюцинаторно-параноидный синдром, как и при употреблении кокаина. Проявляется он в галлюцинаторных ощущениях мелких насекомых на теле либо червей, точек, нитей.
В редких случаях возникает кататонический ступор или кататоническое возбуждение, маниакальное состояние, состояние экстаза c суетливостью и с яркостью восприятий, синдром навязчивых состояний на фоне депрессивно-дисфорического настроения.
Симптомы острого амфетаминового психоза очень схожи с острой фазой шизофрении. Иногда у людей в состоянии амфетаминового психоза наблюдался симптом блокировки мыслей (обрывы ассоциативного процесса), вкладывание или отнятие мыслей, эхо мыслей (звучание собственных мыслей), резонёрство, неадекватность мимики.
Зафиксированы психозы только при употреблении от 50 мг амфетамина, но в некоторых случаях даже дозировки в 650 мг не вызывали психоза. Данное количество вещества вводилось 8 раз здоровому человеку, при этом у него возникала лишь эйфория, повышение либидо, усиление психической активности и продуктивности. Каждый раз по окончании действия вещества наблюдалась подавленность, ухудшение памяти и снижение полового влечения, но психозов не возникало.
При продолжении приёма амфетамина психоз нарастает, поэтому при лечении требуется его немедленная отмена.

#### Психозы при одноразовом употреблении
У одного больного появились судорожные припадки и дальнейшее «неясное сознание» от единоразового употребления 140 мг амфетамина.
Известен случай делирия у ребёнка 7,5 лет, употребившего 300 мг амфетамина в период выздоровления после фарингита. Делирий сопровождался галлюцинациями, ребёнок наблюдал мелких ползающих насекомых в углах комнаты, испытывал ужас и был дезориентирован. На физическом уровне наблюдалось повышение температуры, расширение зрачков, нарушение координации. Длительность данного психоза была менее суток, и он закончился полным выздоровлением.

#### Длительность психоза
Продолжительность психозов в результате острого отравления длится обычно 1—3 дня, в крайне редких случаях продлевается 1 неделю максимум при большом количестве употребляемого препарата.
Коннел исследовал 30 лиц, злоупотреблявших амфетамином. У 2 из них психоз прошёл через 5—7 недель, у 5 человек — 2—4 недели, у 1 — через 2 недели, а у большинства (15 человек) психоз прошёл менее чем через 1 неделю. История болезни оставшихся 7 неизвестна.
В редких случаях психоз может продолжаться 2—7 месяцев и даже более 3 лет после прекращения приёма амфетамина. Аллье описал человека, болевшего 1,5 года с присутствием псевдогаллюцинаций комментирующего характера («голоса») и ощущением того, что им управляют. В частности, он писал, что больной считал, что им (и остальными людьми) управляют с помощью радара из Ватикана.
Согласно исследованию Сано и Нагасака, из 599 пациентов, злоупотребляющих амфетамином, у 62 % возникли психозы, которые закончились быстрым выздоровлением. У 10 % пациентов психоз не прошёл после 6 месяцев после прекращения приёма препарата.
В Японии, в то время когда наличествовала эпидемия инъекционного употребления амфетамина, наблюдалось много случаев хронических, длительных стимуляторных психозов.

#### Соматические и неврологические симптомы
Острый амфетаминовый психоз может сопровождаться следующими соматическими симптомами: тахикардия, мидриаз, тремор, оживление сухожильных рефлексов, сухость во рту. Однако при затяжных психозах эти симптомы могут отсутствовать.

### Кокаин
Кокаин имеет такой же потенциал вызывания кратковременных психозов, как амфетамин. Более чем половина лиц, злоупотребляющих кокаином, сообщали о некоторых психотических симптомах. Типичные симптомы включают параноидный бред: людям кажется, что за ними следят (конкретно — следят за употреблением ими кокаина). Часто возникают галлюцинации, связанные с бредовыми идеями. Дерматозойный бред с мурашками по телу также является довольно распространённой реакцией.
По исследованию Брейди, Лидиарда и др. у 90 % больных (26 из 29) стимуляторным психозом, связанным с употреблением кокаина, был параноидный бред (относящийся по тематике к употреблению кокаина), у 96 % больных (28 из 29) были галлюцинации, у 21 % (6 из 29) — тактильные галлюцинации, у 38 % (11 из 29) — зрительные галлюцинации.

### Меткатинон (эфедрон)
Меткатиноновый психоз развивается обычно на фоне выраженной бессонницы и общего истощения организма. Протекает в форме рудиментарного или острого параноида с бредом преследования, бредом особого значения, зрительными или вербальными галлюцинациями. Редкими являются вербальный галлюциноз и бред ревности. В литературе описаны также случаи аментивноподобного психоза и сумеречного помрачения сознания.
Длится меткатиноновый психоз обычно 3—4 часа (у некоторых пациентов длительность может доходить до 1 месяца).

### Метилфенидат
Метилфенидат, использующийся в западных странах в медицинских целях под торговым названием риталин, метилин, метадат, концерта, дейтрана (в форме трансдермального пластыря), является стимулятором центральной нервной системы с аналогичным кокаину механизмом действия. Данное вещество при хроническом злоупотреблении также может привести к психозу.
Передозировка метилфенидата приводит к симптомам, схожим с симптомами острой амфетаминовой интоксикации. Они включают в себя эйфорию, бредовые идеи, дезориентацию, галлюцинации, делирий, спутанность сознания, интоксикационный психоз. При приёме высоких доз метилфенидата может наблюдаться агрессивность, делирий, галлюцинации и состояние паники.
Клиническая картина при интоксикации метилфенидатом может включать широкий спектр симптомов, включая шизофренободную симптоматику, состояния паники (и панические атаки), маниакально-подобные состояния, тревожные состояния. При отмене — депрессивные состояния.
Описан случай при пероральном/внутривенном введении метилфенидата пациентам с депрессией, у одного из которых он вызвал тяжёлую деперсонализацию, у другого — параноидный психоз. Другой клинический случай — параноидный психоз у 36-летнего мужчины, употреблявшего внутривенно 100—200 мг метилфенидата ежедневно.

### Метамфетамин
Метамфетамин используется в западных странах в медицине под названием «дезоксин» и выпускается в таблетках по 5 мг, однако чаще всё же к стимуляторному психозу приводит употребление нелегального метамфетамина и в значительно бо́льших дозировках.
Согласно одному из австралийских исследований 2006 года, 18 % из 309 человек, активно употребляющих метамфетамин, испытали психоз в прошедшем году.
Симптомы метамфетаминового психоза: слуховые, зрительные, тактильные и обонятельные галлюцинации, бред преследования и бред отношений (ошибочная оценка больным отношения к нему других людей), компульсивное поведение, стереотипии, ангедония, депрессия, уплощённый аффект. Чаще всего психоз протекает в форме рудиментарного или острого параноида с бредом преследования, особого значения, со зрительными или вербальными галлюцинациями. Как и амфетаминовый психоз, он схож с психозом больных шизофренией. В литературе описываются также маниакально-бредовые психозы.
Описан случай возникновения сумеречного помрачения сознания у больного, который около двух лет злоупотреблял метамфетамином. Состояние продолжалось 8 дней, при этом больной испытывал зрительные и слуховые галлюцинации, слышал голос планеты Марс и считал, что таким образом данная планета пыталась вступить в контакт с Землёй. Также наблюдалась тахикардия до 120 в минуту, мидриаз и артериальная гипертензия.
Возникает метамфетаминовый психоз обычно после многодневного употребления вещества, в дозах 6—11 мл внутривенно в сутки. Длительность психотического расстройства обычно от 8 до 10 часов, но бывает и до 1 месяца.

### Кофеин
Существует предположение, что кофеин в больших дозах или при хроническом злоупотреблении может вызвать психоз у здоровых людей или усилить уже имеющийся психоз у больных шизофренией.
Кофеин, теобромин, теофиллин в высоких дозах при хроническом употреблении может привести к истощению нервной системы, что может стать основой для последующего психоза.
Чаще всего описывается возникновение делирия при передозировке кофеина. Возникает наплыв ярких зрительных галлюцинаций, иногда слуховых, человек теряет ориентацию в окружающем мире. После выведения кофеина из организма память о прошедшем обычно частично либо полностью сохраняется. Некоторые больные теряют способность правильно оценивать расстояния, и предметы кажутся им расположенными ближе, чем на самом деле. Соматические нарушения, сопутствующие делирию: мидриаз, гиперемия, атаксия, тахикардия, сильная жажда, сухость кожи и слизистых, синюшность кожных покровов, иногда повышение артериального давления и повышение температуры тела. Неврологическая и соматическая симптоматика при этом имеет сходства с таковой при атропиновом отравлении.
В более тяжёлых случаях может присутствовать более глубокое помрачение сознания, сопровождаемое бессмысленным двигательным возбуждением. В этих случаях часта последующая полная амнезия и клиническая картина ближе к сумеречному помрачению сознания.
Известен случай, когда пожилая женщина, употреблявшая на протяжении двух лет по 300 граммов кофе ежедневно (около 3 г чистого кофеина), испытала психоз с дезориентировкой в окружающем пространстве, эпизодическими зрительными галлюцинациями, эйфорией, ажитацией, окончившийся смертью.
Бывают и случаи развития галлюциноза. Затяжные психозы со зрительными и слуховыми галлюцинациями при длительном злоупотреблении чаем описаны В. П. Поляковым и Уорком.
Аффективные психозы у длительно злоупотребляющих кофеином довольно редки, однако описан случай возникновения состояния, напоминающего гипоманиакальное.
Психозы с нарушением сознания при отравлении кофеином обычно длятся не более нескольких суток.

## Обозначение в МКБ-10 и DSM-5

### МКБ-10
В международной классификации болезней 10-го пересмотра (МКБ-10) психотические расстройства, связанные с употреблением стимуляторов, обозначаются следующими кодами:
- F14.50 Шизофреноподобное расстройство вследствие употребления кокаина
- F14.51 Преимущественно бредовое расстройство вследствие употребления кокаина
- F14.52 Преимущественно галлюцинаторное расстройство вследствие употребления кокаина
- F14.53 Преимущественно полиморфное психотическое расстройство вследствие употребления кокаина
- F14.54 Расстройство вследствие употребления кокаина с преимущественно депрессивными психотическими симптомами
- F14.55 Расстройство вследствие употребления кокаина с преимущественно маниакальными психотическими симптомами
- F15.50 Шизофреноподобное расстройство, связанное с употреблением других стимуляторов (включая кофеин)
- F15.51 Преимущественно бредовое расстройство, связанное с употреблением других стимуляторов (включая кофеин)
- F15.52 Преимущественно галлюцинаторное расстройство, связанное с употреблением других стимуляторов (включая кофеин)
- F15.53 Преимущественно полиморфное психотическое расстройство, связанное с употреблением других стимуляторов (включая кофеин)
- F15.54 Расстройство, связанное с употреблением других стимуляторов (включая кофеин) с преимущественно депрессивными психотическими симптомами
- F15.55 Расстройство, связанное с употреблением других стимуляторов (включая кофеин) с преимущественно маниакальными психотическими симптомами

### МКБ-11
В МКБ-11 существует как отдельные рубрика — «вызванное стимулятором психотическое расстройство, включая амфетамины, метамфетамин и меткатинон» (6C46.6) и «вызванное кокаином психотическое расстройство» (6C45.6).

### DSM-5
В DSM-5 есть диагноз «substance/medication-induced psychotic disorder» (психотическое расстройство вызванное веществом/лекарством).
МКБ-9-КМ код для амфетамина (или других стимуляторов) и кокаина: 292.9.
Амфетамин (или другие стимуляторы). МКБ-10-КМ коды:
- F15.159 С расстройством, связанным с употреблением, лёгкое.
- F15.259 С расстройством, связанным с употреблением, среднее или тяжёлое.
- F15.959 Без расстройства, связанным с употреблением.

Кокаин. МКБ-10-КМ коды:
- F14.159 С расстройством, связанным с употреблением, лёгкое.
- F14.259 С расстройством, связанным с употреблением, среднее или тяжёлое.
- F14.959 Без расстройства, связанным с употреблением.

## Лечение
Лечение передозировки заключается в снятии симптомов во время острой фазы интоксикации: поддержание нормальной температуры тела, кровяного давления и частоты сердечных сокращений на приемлемом уровне, пока вещество не будет удачно метаболизировано и жизненно важные функции организма не возвратятся к исходному уровню.
На ранних этапах лечения психоза показано кратковременное использование типичных и атипичных антипсихотических препаратов (нейролептиков). При передозировке психостимуляторов может назначаться, например, галоперидол по 5 мг 2 раза в сутки. Эти препараты эффективны в устранении делирия и параноидного психоза.
Больным при передозировке с наблюдаемой артериальной гипертензией предпочтительнее назначение хлорпромазина (аминазина), так как он, помимо дофаминовых рецепторов (D₁, D₂, D₃ и D₄), блокирует α-адренорецепторы. Стандартная дозировка — 50 мг 4 раза в сутки, но возможно повышение до 100 мг. При более тяжёлом гипертензионном синдроме или тахиаритмии назначаются β-адреноблокаторы, например пропранолол (1 мг в/в каждые 5—10 минут до достижения дозы в 8 мг).
С целью вызывания дополнительного седативного эффекта, снимающего стимуляцию высших психических функций и возбуждение, могут использоваться феназепам, диазепам, лоразепам или другие бензодиазепины.